# Боойо
Боойо (ісп. Bohoyo) — муніципалітет в Іспанії, у складі автономної спільноти Кастилія-і-Леон, у провінції Авіла. Населення — 339 осіб (2010).
Муніципалітет розташований на відстані близько 150 км на захід від Мадрида, 75 км на південний захід від Авіли.
На території муніципалітету розташовані такі населені пункти: (дані про населення за 2010 рік)
- Боойо: 224 особи
- Лос-Гіхуелос: 21 особа
- Навамедіана: 50 осіб
- Навамохада: 44 особи

## Демографія
Динаміка населення (INE ):

## Галерея зображень
- Боойо